# Associazione Calcio Asti 1939-1940
Questa voce raccoglie le informazioni riguardanti l'Associazione Calcio Asti nelle competizioni ufficiali della stagione 1939-1940.

## Rosa
| N. |                   | Ruolo | Calciatore        |
| -- | ----------------- | ----- | ----------------- |
|    | Italia (bandiera) | D     | Angelo Ambrogio   |
|    | Italia (bandiera) | C     | Giovanni Bambini  |
|    | Italia (bandiera) | C     | Luigi Baronchelli |
|    | Italia (bandiera) | C     | Antonio Berardo   |
|    | Italia (bandiera) | P     | Esterino Bersano  |
|    | Italia (bandiera) | C     | G. Boano          |
|    | Italia (bandiera) | P     | Vincenzo Bosia    |
|    | Italia (bandiera) | D     | Aldo Cacciabue    |
|    | Italia (bandiera) | D     | Tommaso Caudera   |
|    | Italia (bandiera) | D     | Agostino Cerrutti |
|    | Italia (bandiera) | A     | Giovanni Dadone   |
|    | Italia (bandiera) | A     | Romeo Ferrari     |

| N. |                   | Ruolo | Calciatore         |
| -- | ----------------- | ----- | ------------------ |
|    | Italia (bandiera) | A     | Giuseppe Fiammengo |
|    | Italia (bandiera) | D     | Giuseppe Macchi    |
|    | Italia (bandiera) | D     | Vasco Mazzucco     |
|    | Italia (bandiera) | D     | Aldo Meda          |
|    | Italia (bandiera) | A     | Aventino Pavese    |
|    | Italia (bandiera) | P     | Aldo Penna         |
|    | Italia (bandiera) | D     | Alessandro Picco   |
|    | Italia (bandiera) | C     | Paolo Piotti       |
|    | Italia (bandiera) | D     | Tomaso Poccardi    |
|    | Italia (bandiera) | D     | Oreste Vecchina    |
|    | Italia (bandiera) | A     | Giuseppe Zo        |